# محمد عبيد الزهراني
محمد عبيد (1 أغسطس 1967 الإمارات العربية المتحدة - ) هو لاعب كرة قدم إماراتي، يلعب كمدافع.

## روابط خارجية
- محمد عبيد الزهراني على موقع الاتحاد الدولي (مؤرشف)  (الإنجليزية)
- محمد عبيد الزهراني على موقع قاعدة بيانات كرة القدم.إي يو (الإنجليزية)
- محمد عبيد الزهراني على موقع ناشيونال فوتبول تيمز (الإنجليزية)